# Sholo Truth
Sholo Truthman es el nombre artístico de Víctor Fernández, un DJ, productor musical, talkboxer y MC madrileño, miembro de LaTragam y de Uglyworkz.

## Biografía
Desde joven Sholo se acerca a la cultura del hip hop pintando grafiti bajo el nombre Kaze en Madrid junto a Seh-Mental. Más tarde le empieza a atraer pinchar discos, pinchando con un plato y un lector de CD.
En su antiguo barrio de La Elipa comenzó como MC, DJ y productor en grupos como MDM. En 1997 conoce a Látex Diamond en una jam y empiezan a reunirse para practicar grafiti. Por aquella época empieza como DJ en el grupo Pidaras, compuesto por Látex, Nano, High Gambino, Zekie y Glax, con los que dio el salto al directo en el Centro Cultural Popular Pablo Neruda en Vallecas.
Cuando el grupo se separa sigue junto a Látex, pinchando en sus directos y produciendo sus maquetas, así como las de otro conocido de las jams de Madrid, Mitsuruggy. También con Darmo, con quien pincha en un concierto en la sala Roxy Club de Valencia.
En 2001 participa junto a Seh-Mental en un concurso organizado por BoaCor, que ganan remixeando a Fight Klub y editando un maxisencillo. A partir de ahí empieza a participar en varios proyectos como los Underground Promesas, Esencia Hip Hop y en las maquetas de Mitsuruggy, Látex, Demasiado De y CQD.
En la maqueta Xperma, de Látex, aparece una colaboración suya al micrófono, dando muestra de su faceta como MC. A esta le seguirían un par más, aunque según el propio Sholo es un apartado que tiene pendiente.
En 2003 publica una mixtape en solitario como DJ donde ya aparece como Sholo (antes aparecía como Kaze o Pornofunk) mezclando canciones tanto de artistas españoles como de otras latitudes. En esta época da el salto desde el circuito de maquetas a la participación en proyectos profesionales gracias a la colaboración en el LP En Paz de Mitsuruggy o El Murmullo de la Calle de Caelité. Bombos Records también le incluyó produciendo el tema Mitsuruggy.
¡Posteriormente produce el maxi El Milagro y el LP Sangre Azul de Mitsuruggy, aparece en los álbumes de Full Nelson y DOSHERMANOS. Influenciado por el West Coast rap y fascinado por el talkbox produce junto a Látex el álbum Plan B en 2007. En ese año, produce la mayoría de canciones del disco de Sta.K.Sánchez, Delirium Tremens.
Siente que el trabajo del productor es poco valorado en relación con el del MC.   
Añora la época de las jams.
Ha producido la mitad del disco Sangre azul e íntegramente La luz de Mitsuruggy.
En 2013 forma junto con Látex Diamond, y Kiba el grupo LaTragam, con el que saca un disco producido enteramente por él.

## Estilo
Poseedor de un estilo muy peculiar con claras influencias funk y west coast rap, produce sus instrumentales sin adaptarlas para que se ajusten al MC.

"Soy tan a mi manera que no suelo hacer la instrumental pensando en a quien a destinada, la hago así porque me gusta así, despues la muestro y el artista es el que se tiene que ver encima. Podria estar adaptandome al rollo que busca el artista, el tipo de sonido que suele hacer o el que busca y adaptarme, pero no, yo tengo mi sonido, el artista que trabaja conmigo sabe cual es y esa colabo va a sonar a mi. La gente al escuchar el disco va a reconocer cual es mi track al escucharlo. Pero todo esto es de cara a colabos, por ejemplo con Latex Diamond trabajo distinto, a veces miramos samples conjuntamente o me rula ideas, y cuando a los dos nos mola las hacemos."

"En mi papel como productor lo que tengo claro es una cosa: yo tengo algo en la cabeza y lo quiero plasmar, darle mi toque. Hay muchas modas ahí, hay nuevos sonidos a los cuales la gente se amolda, a veces es difícil luchar contra eso… Pero no me sale, no quiero hacer la misma mierda que todos y cambiar según dicten las corrientes. Yo hago lo que me gusta realmente sea de la época que sea, me inspiro en la música que me marca y cada vez más en las raíces del rap, de donde el rap comió para crearse, porque es esa la música que escucho. Empecé con el rap y el rap me descubrió de dónde venía."

## Talkbox
Destaca por el uso del talkbox en sus composiciones, siendo el pionero en emplearlo en el hip hop español. Por ello, en los comienzos recibió duras críticas:

En el Talkbox lo que hacemos es vocalizar el sonido que emitimos desde el sinte llegando a nuestra boca a través del tubo, la melodía que tocamos en el sinte suena dentro de nuestra boca sustituyendo al sonido de nuestras cuerdas vocales, y de la misma manera que hablamos, hacemos que el sinte hable, En ningún momento usamos nuestra verdadera voz.

## Influencias musicales

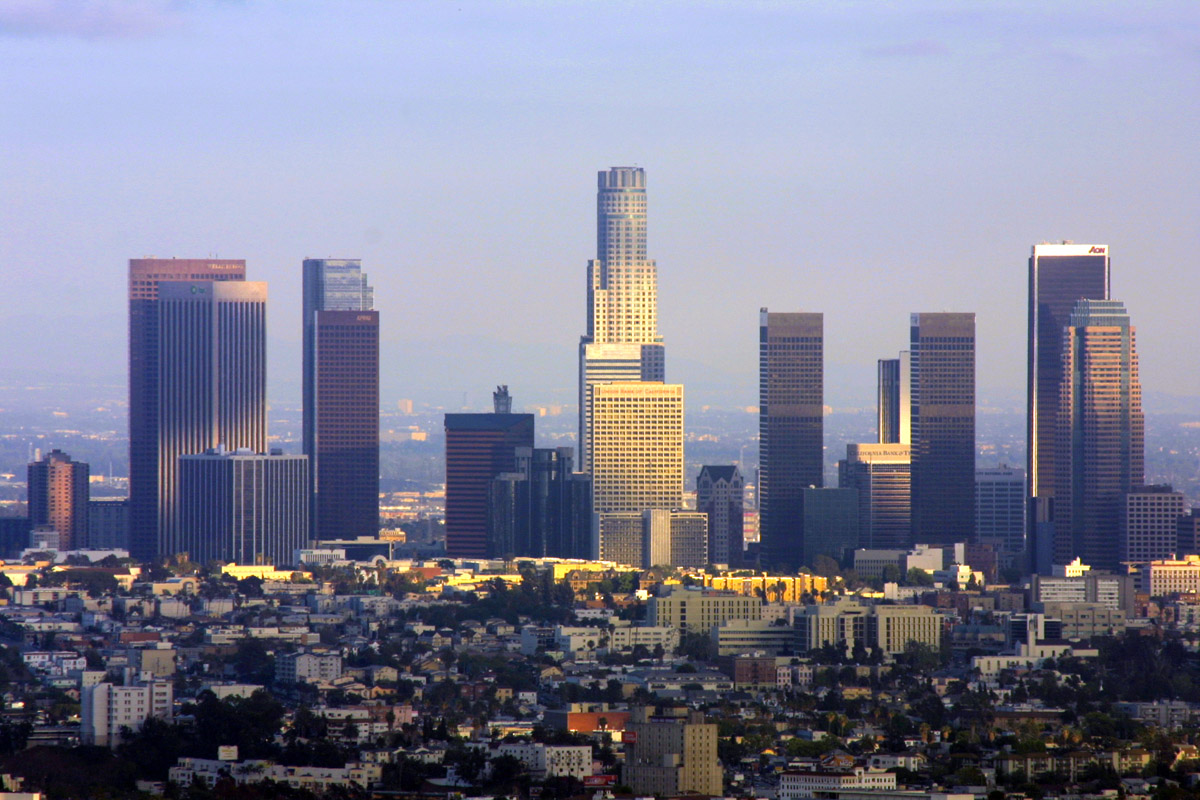
Los Ángeles. El sonido west coast ha ejercido una gran influencia en las producciones de Sholo, especialmente en los álbumes "Plan B" de Látex Diamond y "La Luz" de Mitsuruggy.

Creció escuchando a Public Enemy y Redman, y el rap de Nueva York de la década de 1990.
Sus mayores influencias musicales son: Isaac Hayes, Snoop Dogg, George Clinton, Redman, Bootsy Collins, Dj Quick, Roger Troutman, Public Enemy, Michael Jackson, Dr. Dre, El Debarge, Gangstarr, Amy Winehouse, Erykah Badu, Kleer y Rick James
Una vez que empezó a producir, empezó a oír otras músicas, tanto de las que deriva el rap, como otros estilos, que le inspiraban y le permitían coger samples que luego usar en sus bases.
Sin embargo, tuvo una época en la que reconoce haber simplificado todo, en parte por la influencia musical del rap español del momento, que se limitaba en su mayoría a coger un sample, una batería y un bajo, la letra y mezclarlo todo.[cita requerida]
Entre otros muchos factores, denota la influencia del rap de la West Coast estadounidense como una experiencia que cambió su manera de producir, volviéndola más musical y más alegre. Aparte, Roger Troutman, cantante principal de la banda Zapp, que popularizó el uso del talkbox, es una clara influencia, sobre todo en su LP Plan B.

## Discografía

### En solitario
- "Mixtape 2003" (Maqueta, 2003)

### ComoLátex Diamond & Sholo Truth
- "Plan B" (Uglyworkz Entertainment, 2007)

### Como productor
- "La luz" de Mitsuruggy (Uglyworkz Entertainment, 2008)

### Como Latragam
- "LaTragam" E1MD Records, 2013

## Colaboraciones
- Látex - Látex (2000)
- Mitsuruggy - De Mal Gusto (2001)
- La Traga'M - La Traga'M Producciones remezcla a Fight Klub (2001)
- Mitsuruggy - Mitsuruggy (2002)
- Látex - XXX Funk (Xperma, 2002)
- VV.AA. - Underground Promesas Vol. 1 (2002)
- Mitsuruggy - Kuaderno De Vitákora(2003)
- Demasiado De - Demasiado De (2003)
- VV.AA. - Esencia Hip Hop (2003)
- Zekie - Zekie (2003)
- Maestría de Estilos - Pentagramátika (2003)
- Caelité - El Murmullo De La Calle (2003)
- Sektor Zentral - Evolución (2004)
- Mitsuruggy - En Paz (2004)
- Látex - Erase Una Vez Antes... Y Ahora (2004)
- Bombos Records - Nóveles Volumen I (2004)
- CQD - Sigue Buscando (2004)
- High Gambino - Cristal y Rama (2004)
- VV.AA. - OT Callas OT Crujo (2004)
- DOSHERMANOS - Format C: (2004)
- Sta.K.Sánchez - Sociópata Askeroso Kabrón Enfermo (2005)
- Attake Direktto - Funko y Aparte (2005)
- VV.AA. - Nueva Escuela 2 (2005)
- VV.AA. - Underground Promesas Vol. 3 (2005)
- Mitsuruggy - El Milagro (2005)
- Mitsuruggy - Sangre Azul (2005)
- Látex - Recuérdame Mixtape (2005)
- Full Nelson - Confía en mí (2005)
- Sta.K.Sánchez - Delirium Tremens (2007)
- La Contra - Te Suena (2007)
- Mitsuruggy y Trad Montana "El atentado mixtape" (2007)
- 4 Real Carnales "La mixtape" (2007)
- Latex Diamond & Sholo Truth - PlanB (2007)
- Sta.K.Sánchez - Delirium Tremens (2007)
- Darmo - Espinas Y Rosas (2007)
- LaCalle Familia - Green Love Seeds (2007)
- Ryma aka 3XL - Fuera Del Circuito (2007)
- Yako Muñoz - Bump Radio (2007)
- Látex "Amor" (Cuenta y suma, 2007)
- Mitsuruggy - La Luz (2008)
- Trad Montana & Lil BD - Love'N'Hustlin (2008)
- Goiko - 7:00 a. m. (2008)
- Ryma aka 3XL - Hy-Phydelity
- Estilo Hip-Hop 7 VVAA (2008)
- TSN – Classics (2009)
- Darmo - Mantenlo Ilegal (2009)
- JeeFunk JLTísme - LA Barak (2009)
- Flendo - Original connexions Part. 1 (2009)
- Sta.K.Sánchez - Los Otros Tracks Vol. 1 (2009)
- Ama la Música - Artistas En Homenaje A Un Sueño VVAA (2009)
- Kultama - The end (2009)
- Látex Diamond "Nada más que hacer" (Despertar the mixtape, 2009)
- Látex Diamond "Tranquilo" (Piedra, papel o tijera, 2010)
- Ms.Krazie-Firme Homegirls Oldies Part2 (2010)
- Ms.Krazie-Pos si alguna vez te vas / In case you ever leave (2011)
- Acción Sánchez-Dark clouds on me (2016)